# Puchar Europy Mistrzów Klubowych (1982/1983)
XXVIII Puchar Europy Mistrzów Klubowych 1982/1983

(ang. European Champion Clubs’ Cup)

## Runda wstępna
| FC Dinamo Bukareszt – Vålerenga Fotball 3:1 i 1:2 1 25.08 1982 1:0 Augustin 38, 2:0 D. Georgescu 45, 2:1 Gran 57, 3:1 D. Georgescu 65k 2 01.09 1982 1:0 Custov 2, 1:1 Jacobsen 30, 1:2 Davidsen 59 |

## I runda
| Dynamo Berlin – Hamburger SV 1:1 i 0:2 1 15.09 1982 1:0 Riediger 17, 1:1 Milewski 37 2 29.09 1982 0:1 Hartwig 33, 0:2 Hrubesch 88 |
| Olympiakos SFP – Östers IF 2:0 i 0:1 1 15.09 1982 1:0 Anastopoulos 10, 2:0 Kokolakis 46 2 29.09 1982 0:1 Hallen 80 |
| 17 Nëntori Tirana – Linfield F.C. 1:0 i 1:2 1 15.09 1982 1:0 Kola 74 2 29.09 1982 1:0 Minga 28, 1:1 Andersen 79, 1:2 Gibson 83 |
| Grasshopper Club Zürich – Dynamo Kijów 0:1 i 0:3 1 15.09 1982 0:1 Hermann 84s 2 29.09 1982 0:1 Burjak 17, 0:2 Demianenko 36, 0:3 Burjak 90 |
| Dinamo Zagrzeb – Sporting CP 1:0 i 0:3 1 15.09 1982 1:0 Cerin 71 2 29.09 1982 0:1 Oliveira 29, 0:2 Oliveira 37, 0:3 Oliveira 70 |
| AS Monaco – CSKA Sofia 0:0 i 0:2 (dog) 1 15.09 1982 (mecz w Nicei) 2 29.09 1982 0:1 Zdrawkow 103k, Mładenow 114 |
| Celtic F.C. – AFC Ajax 2:2 i 2:1 1 15.09 1982 0:1 Olsen 5, 1:1 Nicholas 15, 1:2 Lerby 18, 2:2 McGarvey 28 2 29.09 1982 1:0 Nicholas 33, 2:0 McCluskey 52, 2:1 Vanenburg 61 |
| Knattspyrnufélagið Víkingur – Real Sociedad 0:1 i 2:3 1 15.09 1982 0:1 Satrustegui 15 2 29.09 1982 1:0 Thorvardarsson 1, 1:1 Uralde 2, 1:2 Uralde 27, 1:3 Satrustegui 54, 2:3 Herbertsson 70                                                                                    |
| Hibernians FC – Widzew Łódź 1:4 i 1:3 1 15.09 1982 0:1 Tłokiński 6, 0:2 Filipczak 32, 0:3 Filipczak 62, 0:4 Filipczak 64, 1:4 J. Xuereb 89 2 29.09 1982 1:0 G. Xuereb 16, 1:1 Grębosz 26k, 1:2 Matusiak 51, 1:3 Matusiak 86                                                     |
| Avenir Beggen – Rapid Wiedeń 0:5 i 0:8 1 15.09 1982 0:1 Krankl 20, 0:2 Krankl 26, 0:3 Panenka 38, 0:4 Krankl 52, 0:5 Willfurth 78 2 29.09 1982 0:1 Weber 9, 0:2 Krankl 20, 0:3 Willfurth 21, 0:4 Keglevits 34, 0:5 Garger 49, 0:6 Willfurth 54, 0:7 Thill 70s, 0:8 Keglevits 77 |
| Omonia Nikozja – Helsingin Jalkapalloklubi 2:0 i 0:3 1 15.09 1982 1:0 Philippos 45, 2:0 Xanthilos 87 2 29.09 1982 0:1 Rasimus 4, 0:2 Ismail 61, 0:3 Ismail 79 |
| Dundalk – Liverpool 1:4 i 0:1 1 14.09 1982 0:1 Whelan 7, 0:2 Whelan 26, 0:3 Rush 32, 0:4 Hodgson 62, 1:4 Flanaghan 75 2 28.09 1982 0:1 Whelan 65 |
| Aston Villa – Beşiktaş JK 3:1 i 0:0 1 15.09 1982 1:0 Withe 6, 2:0 Morley 9, 3:0 Mortimer 29, 3:1 Mahmed Eksi 61 2 29.09 1982 |
| Dinamo Bukareszt – Dukla Praga 2:0 i 1:2 1 15.09 1982 1:0 Multescu 30, 2:0 D. Georgescu 59k 2 29.09 1982 0:1 Nehoda 16, 0:2 Nehoda 30, 1:2 Talnar 94 |
| Standard Liège – Rába ETO Győr 5:0 i 0:3 1 15.09 1982 1:0 Tahamata 21, 2:0 Daerden 31, 3:0 Wendt 49, 4:0 Haan 67, 5:0 Gerets 86 2 29.09 1982 0:1 Szentes 38, 0:2 Hajszan 57, 0:3 Burcsa 68                                                                                      |
| Hvidovre IF – Juventus F.C. 1:4 i 3:3 1 15.09 1982 0:1 Platini 44, 0:2 Rossi 54, 0:3 Brio 60, 0:4 Cabrini 73, 1:4 Jensen 78 2 29.09 1982 0:1 Boniek 34, 0:2 Platini 64, 1:2 Petersen 78, 1:3 Rossi 82, 2:3 Petersen 83, 3:3 Hansen 85                                           |

## II runda
| Hamburger SV – Olympiakos SFP 1:0 i 4:0 1 20.10 1982 1:0 van Heesen 56 2 03.11 1982 1:0 Magath 26, 2:0 Hrubesch 51, 3:0 Rolff 53, 4:0 Bastrup 85                                                                                                 |
| CSKA Sofia – Sporting CP 2:2 i 0:0 1 20.10 1982 1:0 Jonczew 9, 1:1 M. Fernándes 31, 2:1 Bogomiłow 75, 2:2 Xavier 79 2 03.11 1982 |
| Real Sociedad – Celtic F.C. 2:0 i 1:2 1 20.10 1982 1:0 Satrustegui 74, 2:0 Uralde 79 2 03.11 1982 1:0 Uralde 26, 1:1 MacLeod 30, 1:2 MacLeod 89                                                                                                  |
| Rapid Wiedeń – Widzew Łódź 2:1 i 3:5 1 20.10 1982 0:1 Tłokiński 48, 1:1 Keglevits 58, 2:1 Kienast 71 2 03.11 1982 0:1 Woźniak 15, 0:2 Woźniak 25, 0:3 Rozborski 29, 1:3 Panenka 33k, 2:3 Lainer 53, 2:4 Surlit 65, 2:5 Wraga 77, 3:5 Grębosz 88s |
| Helsingin Jalkapalloklubi – Liverpool 1:0 i 0:5 1 20.10 1982 1:0 Ismail 43 2 03.11 1982 0:1 Dalglish 27, 0:2 Johnston 30, 0:3 Neal 44, 0:4 R. Kennedy 61, 0:5 R. Kennedy 73                                                                      |
| Dinamo Bukareszt – Aston Villa 0:2 i 2:4 1 20.10 1982 0:1 Shaw 11, 0:2 Shaw 17 2 03.11 1982 0:1 Shaw 5, 1:1 Multescu 30, 1:2 Shaw 52, 1:3 Shaw 67, 2:3 lordache 71, 2:4 Walters 87                                                               |
| Standard Liège – Juventus F.C. 1:1 i 0:2 1 20.10 1982 0:1 Tardelli 7, 1:1 Tahamata 68k 2 03.11 1982 0:1 Rossi 13, Rossi 28 |
| Dynamo Kijów – 17 Nëntori Tirana vo 17 Nëntori wycofał się, odmawiając gry z klubem sowieckim |

## 1/4 finału
| Dynamo Kijów – Hamburger SV 0:3 i 2:1 1 02.03 1983 0:1 Bastrup 4, 0:2 Bastrup 52, 0:3 Bastrup 70 (mecz w Tbilisi) 2 16.03 1983 1:0 Biessonow 52, 1:1 Hartwig 61, 2:1 Jewtuszenko 82 |
| Sporting CP – Real Sociedad 1:0 i 0:2 1 02.03 1983 1:0 Manuel Fernándes 89 2 16.03 1983 0:1 Larranaga 41, 0:2 Bakero 68                                                             |
| Widzew Łódź – Liverpool 2:0 i 2:3 1 02.03 1983 1:0 Tłokiński 49, 2:0 Wraga 80 2 16.03 1983 0:1 Neal 16k, 1:1 Tłokiński 39k, 2:1 Smolarek 53, 2:2 Rush 80, 2:3 Hodgson 90            |
| Aston Villa – Juventus F.C. 1:2 i 1:3 1 02.03 1983 0:1 Rossi 1, 1:1 Cowans 53, 1:2 Boniek 82 2 16.03 1983 0:1 Platini 14, 0:2 Tardelli 27, 0:3 Platini 68, 1:3 Withe 81             |

## 1/2 finału
| Real Sociedad – Hamburger SV 1:1 i 1:2 1 06.04 1983 0:1 Rolff 58, 1:1 Gajate 74 2 20.04 1983 0:1 Jakobs 75, 1:1 Diego Alvárez 80, 1:2 von Heesen 84        |
| Juventus F.C. – Widzew Łódź 2:0 i 2:2 1 06.04 1983 1:0 Tardelli 8, 2:0 Bettega 59 2 20.04 1983 1:0 Rossi 32, 1:1 Surlit 54, 1:2 Surlit 81, 2:2 Platini 82k |

## Finał
| 25 maja 1983 Ateny Olimpiako Stadio (73 500) Hamburger SV – Juventus F.C. 1:0 (1:0) Sędzia: Nicolae Rainea (Rumunia) Bramki: 1:0 Felix Magath 7 Żółte kartki: Rolff, Groh / Cabrini Hamburger Sport-Verein (trener Ernst Happel): Uli Stein – Manfred Kaltz, Ditmar Jakobs, Holger Hieronymus, Bernd Wehmeyer, Jürgen Groh, Wolfgang Rolff, Felix Magath, Jürgen Milewski, Horst Hrubesch (kapitan), Lars Bastrup (56 Thomas von Heesen) Juventus Football Club (trener Giovanni Trapattoni): Dino Zoff – Claudio Gentile, Sergio Brio, Gaetano Scirea, Antonio Cabrini, Massimo Bonini, Michel Platini, Marco Tardelli, Zbigniew Boniek, Roberto Bettega, Paolo Rossi (56 Domenico Marrocchino) |